# 4346 Whitney
4346 Whitney је астероид главног астероидног појаса са средњом удаљеношћу од Сунца која износи 3,018 астрономских јединица (АЈ).
Апсолутна магнитуда астероида је 12,4.